# Ткаченко Максим Сергійович
Макси́м Сергі́йович Ткаче́нко (2000—2023) — сержант збройних сил України, учасник російсько-української війни.

## Життєпис
Народився 12 серпня 2000 року в місті Конотоп Сумської області. Навчався в Конотопській школі № 3. У вересні 2013 року сім'я переїхала до села Підлипне, там продовжив навчання в Підлипенській школі. Після школи навчався в Державному професійно-технічному навчальному закладі «Конотопське вище професійне училище» № 4. У 2022 році вступив на заочне навчання у Ніжинський державний університет імені Миколи Гоголя. 
У листопаді пройшов військовий вишкіл у Житомирі, був сержантом, командиром 4-го відділення аеромобільного взводу військової частини А 2120.
Загинув 19 січня 2023 року на Луганщині.

## Нагороди та вшанування
- Орден «За мужність» III ступеня[1][2].
- Почесний громадянин Конотопа.
- Встановлено пам'ятний знак на подвір'ї Підлипенського ліцею.